# Слобода (Овручский район)
Слобода́ (укр. Слобода) — село на Украине, находится в Овручском районе Житомирской области.
Код КОАТУУ — 1824287001. Население по переписи 2001 года составляет 189 человек. Почтовый индекс — 11121. Телефонный код — 4148. Занимает площадь 0,564 км².
В селе есть 2 магазина, клуб. Детский сад не работает.

## Адрес местного совета
11121, Житомирская область, Овручский р-н, с. Слобода; тел. 6-81-22